# کرستی پیرس
کرستی پیرس (انگلیسی: Kirsty Pearce؛ زادهٔ ۱۹ آوریل ۱۹۸۷) بازیکن سابق فوتبال اهل انگلستان است که در پست هافبک و مدافع برای ردینگ بازی می‌کرد. در سال ۲۰۱۵، او کاپیتان باشگاه برای رفتن به سوپر لیگ زنان انگلستان و پس از بازنشستگی در پایان فصل ۱۹-۲۰۱۸ برای دو فصل بعد، مدیر کل تیم بود.